# Tordas
Tordas é um município da Hungria, situado no condado de Fejér. Tem 16,76 km² de área e sua população em 2015 foi estimada em 2.083 habitantes.